# 나일수록 좋아
안와(2003년 7월 16일 ~)는 대한민국의 가수다. 2020년 싱글 [도우미]로 데뷔했다. 이전 예명은 나일수록 좋아였다.

## 방송
- 고등래퍼 4 (2021) - Top32

## 음반
- GRAFFITI (2022)